# 대통령관방

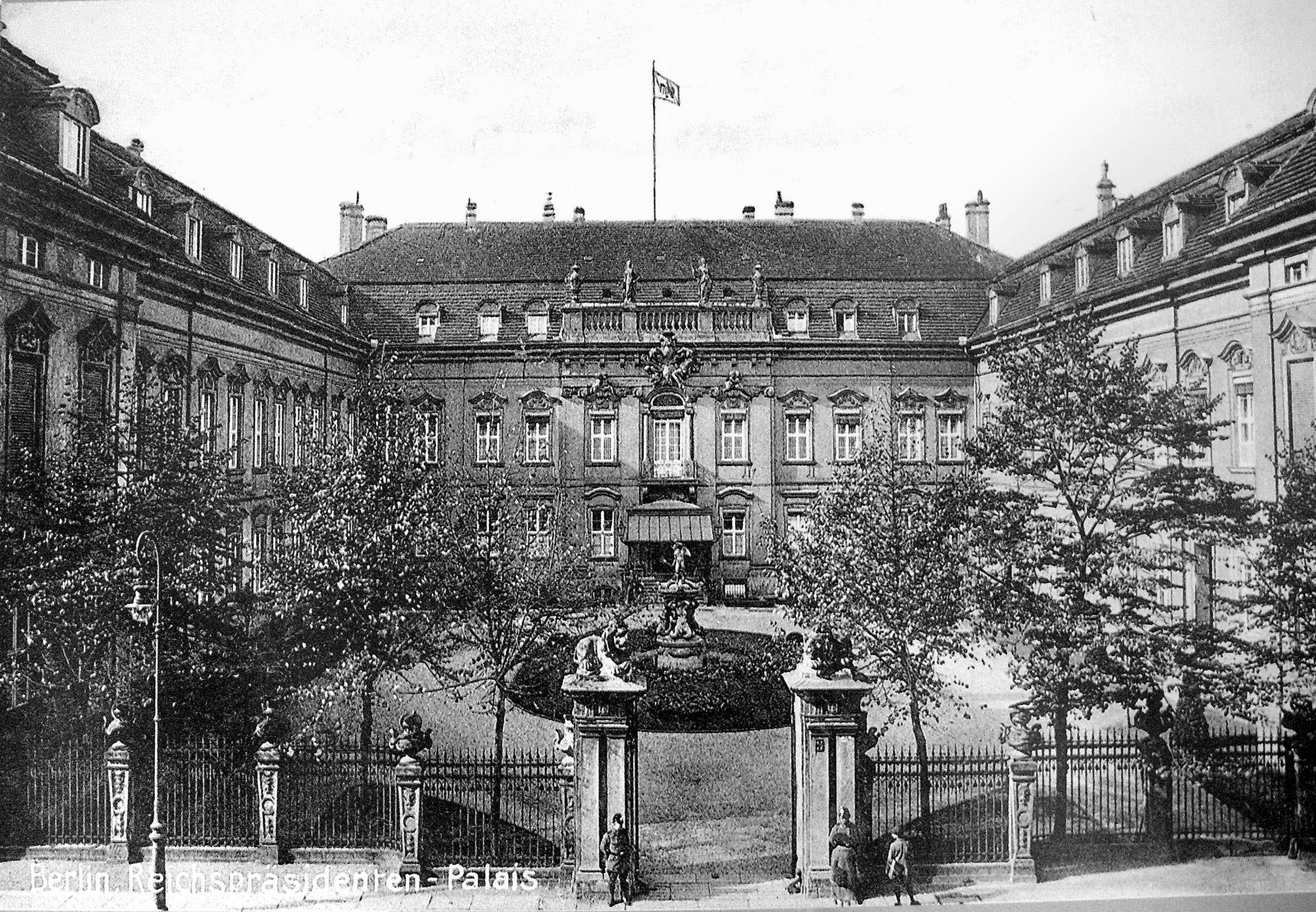
1939년 베를린의 대통령관방 청사.

대통령관방(독일어: Präsidialkanzlei 프레지디알칸츨라이[*])은 나치당 집권기 시절 독일 전국대통령(Reichspräsidenten)의 총무를 담당한 직속기관이다. 오토 마이스너 차관이 기관장인 대통령관방지휘자(Leiter der Präsidialkanzlei)를 맡았다.
1933년 1월 30일 히틀러가 전국수상이 되면서 기존의 전국대통령청(Amt des Reichspräsidenten)은 점점 실권을 잃어버렸다. 1933년 3월 24일 통과된 수권법에서는 전국대통령의 권력이 공식적으로 거세되었다. 수권법 2조 2항은 전국대통령의 권한은 영향을 받지 않는다고 규정했지만, 3조 1항에서 전국정부 법령은 이제 대통령이 아닌 수상의 명의로 반포된다고 규정하였기 때문에 모순이었다. 이에 따라 바이마르 헌법 제70조에 규정된 전국대통령의 권력은 사실상 폐지되었고, 제48조 2항의 대통령 비상대권도 무력화되었다.
1934년 8월 1일, 전국대통령직을 전국수상직에 통폐합하는 「독일의 전국국가원수에 관한 법」이 제출되었다. 바로 다음날 마지막 전국대통령 파울 폰 힌덴부르크가 사망하고, 히틀러는 힌덴부르크가 전국대통령이라는 직책에 “특별한 의미”를 가지고 있었다며 전국대통령직을 겸양했으나 8월 19일 국민투표는 89.9%의 압도적인 표차로 통과되었다. 그렇다면 기존의 전국대통령청을 해산하고 전국수상관방으로 합병하는 것이 순리였다. 전국대통령청장이었던 마이스너 차관은 히틀러에게 조직개편안과 함께 자신의 사직서를 제출했으나 히틀러는 두 서류를 모두 기각했다. 대신 1934년 전국대통령청을 “대통령관방”으로 개칭하였고, 1937년 “지도자 겸 전국수상의 대통령관방(독일어: Präsidialkanzlei des Führers und des Reichskanzlers)”으로 다시 개칭하였다. 이후 1945년 독일 패방으로 폐지될 때까지 대통령관방은 공무원 임명, 상훈 수여, 의전 업무 등의 허울 좋고 의례적인 업무들을 담당했다.
오늘날 독일연방공화국의 연방대통령청(Bundespräsidialamt)이 실질적으로 후신에 해당한다.

## 참고 문헌
- RGBl. 1933 I S. 141.
- RGBl. 1934 I, S. 747.
- Franz Spath: Das Bundespräsidialamt. Düsseldorf 1995.
- Jens Hannig: Struktur und Funktionsweise des Bundespräsidialamts. Marburg 2005.